# Godall
Godall est une commune de la province de Tarragone, en Catalogne, en Espagne, de la comarque de Montsià. Elle est membre de la mancomunidad de la Taula del Sénia.